# Jud Buechler
Judson Donald Buechler (San Diego, California; 19 de junio de 1968) es un exjugador de baloncesto estadounidense que disputó doce temporadas en la NBA. Con 1,98 metros de altura, jugaba en la posición de escolta.

## Carrera
Creció en Poway (California) y asistió al instituto Poway High School.
Comenzó a destacar en la Universidad de Arizona, en el equipo de baloncesto, los Arizona Wildcats, antes de ser seleccionado en el Draft de 1990 por los Seattle SuperSonics. Esta elección del draft fue traspasada inmediatamente a los New Jersey Nets, donde pasaría una temporada antes de que prescindieran de él en 1991.
Después de una pequeña etapa con los San Antonio Spurs, firmó con Golden State Warriors, donde promedió 6,2 puntos, 1,3 asistencias y 2,8 rebotes (sus mejores números en toda su carrera) durante la temporada 1992-93. Sin embargo, sería más conocido por su etapa de cuatro años (1994-1998) con los Chicago Bulls. Con su antiguo compañero de universidad Steve Kerr, Buechler al equipo saliendo desde el banquillo y jugó un papel clave durante la segunda etapa en la que ganaron títulos (1996-1998).
Cuando los Bulls comenzaron la etapa de reconstrucción post-Jordan en 1999, firmó con los Detroit Pistons, donde jugaría por tres temporadas antes de ser traspasado a los Phoenix Suns.
Buechler finalizó su carrera jugando durante pocos minutos en Orlando Magic, y se retiró finalmente en 2002, tras 12 temporadas, con un total de 2385 puntos en 720 encuentros en su carrera.

## Estadísticas de su carrera en la NBA
|  | Líder de la liga                                 |
|  | Denota temporada en la que fue Campeón de la NBA |

### Temporada regular
| Año       | Equipo       | PJ  | PT | MPP  | %TC  | %3P  | %TL  | RPP | APP | ROB | TPP | PPP |
| --------- | ------------ | --- | -- | ---- | ---- | ---- | ---- | --- | --- | --- | --- | --- |
| 1990-91   | New Jersey   | 74  | 10 | 11.6 | .416 | .250 | .652 | 1.9 | .7  | .4  | .2  | 3.1 |
| 1991-92   | New Jersey   | 2   | 0  | 14.5 | .500 | –    | –    | 1.0 | 1.0 | 1.0 | .5  | 4.0 |
| 1991-92   | San Antonio  | 11  | 0  | 12.7 | .500 | –    | .333 | 2.0 | 1.0 | .7  | .3  | 3.0 |
| 1991-92   | Golden State | 15  | 0  | 8.1  | .303 | .000 | .750 | 1.9 | .7  | .6  | .2  | 1.9 |
| 1992-93   | Golden State | 70  | 9  | 18.4 | .437 | .339 | .747 | 2.8 | 1.3 | .7  | .3  | 6.2 |
| 1993-94   | Golden State | 36  | 0  | 6.1  | .500 | .414 | .500 | .9  | .4  | .2  | .0  | 2.9 |
| 1994-95   | Chicago      | 57  | 0  | 10.6 | .492 | .313 | .564 | 1.7 | .9  | .4  | .2  | 3.8 |
| 1995-96   | Chicago      | 74  | 0  | 10.0 | .463 | .444 | .636 | 1.5 | .8  | .5  | .1  | 3.8 |
| 1996-97   | Chicago      | 76  | 0  | 9.3  | .367 | .333 | .357 | 1.7 | .8  | .3  | .3  | 1.8 |
| 1997-98   | Chicago      | 74  | 0  | 8.2  | .483 | .385 | .500 | 1.0 | .7  | .3  | .2  | 2.7 |
| 1998-99   | Detroit      | 50  | 0  | 21.1 | .417 | .412 | .722 | 2.7 | 1.1 | .7  | .3  | 5.5 |
| 1999-2000 | Detroit      | 58  | 5  | 11.3 | .353 | .217 | .286 | 1.6 | .6  | .4  | .3  | 2.2 |
| 2000-01   | Detroit      | 57  | 3  | 12.9 | .463 | .416 | .750 | 1.6 | .7  | .4  | .2  | 3.4 |
| 2001-02   | Phoenix      | 6   | 0  | 9.0  | .333 | .333 | –    | 1.3 | .5  | .2  | .0  | 1.0 |
| 2001-02   | Orlando      | 60  | 2  | 10.5 | .375 | .352 | .500 | 1.8 | .5  | .3  | .1  | 1.8 |
| Total     | Total        | 720 | 29 | 11.7 | .433 | .366 | .633 | 1.8 | .8  | .4  | .2  | 3.3 |

### Playoffs
| Año   | Equipo  | PJ | PT | MPP  | %TC  | %3P  | %TL  | RPP | APP | ROB | TPP | PPP |
| ----- | ------- | -- | -- | ---- | ---- | ---- | ---- | --- | --- | --- | --- | --- |
| 1995  | Chicago | 10 | 0  | 10.4 | .429 | .000 | .500 | 2.0 | .5  | .4  | .3  | 2.0 |
| 1996  | Chicago | 17 | 0  | 7.5  | .474 | .381 | .500 | .6  | .4  | .4  | .0  | 2.7 |
| 1997  | Chicago | 18 | 0  | 7.7  | .419 | .333 | .600 | 1.3 | .3  | .2  | .1  | 1.8 |
| 1998  | Chicago | 16 | 0  | 4.0  | .364 | .600 | –    | .7  | .2  | .2  | .1  | .7  |
| 1999  | Detroit | 5  | 0  | 16.8 | .200 | .250 | –    | 2.6 | .6  | .6  | .2  | 1.6 |
| 2000  | Detroit | 3  | 0  | 11.3 | .286 | .400 | –    | 1.3 | .3  | .0  | .3  | 2.0 |
| 2002  | Orlando | 2  | 0  | 5.0  | –    | –    | –    | .5  | .5  | .5  | .0  | .0  |
| Total | Total   | 71 | 0  | 7.9  | .398 | .358 | .538 | 1.2 | .3  | .3  | .1  | 1.7 |